# Tötensen
Tötensen (plattdeutsch Tötsen) ist eine Ortschaft der Einheitsgemeinde Rosengarten und ehemalige Gemeinde im Landkreis Harburg, Niedersachsen (Deutschland). Zusammen mit dem Ortsteil Westerhof bilden sie den Ortsrat Tötensen-Westerhof.

## Geografie
Die Gemeinde Rosengarten, die im Norden an Hamburg grenzt, befindet sich nördlich von Buchholz in der Nordheide, zwischen den Harburger Bergen und der Seeve. Naturräumlich liegt Tötensen im Harburger Hügelland (644.0), der zur Haupteinheit Luheheide (644) und damit zur Lüneburger Heide (64) zählt.
Tötensen grenzt (im Uhrzeigersinn, beginnend im Norden) an die Nachbarorte Lürade, Woxdorf, Emmelndorf, Eddelsen, Leversen.

## Geschichte
Tötensen wurde als Tohtenhusen 1235 erstmals im Hoyaer Urkundenbuch erwähnt.
In der Franzosenzeit 1810 bis 1814 gehörte der Ort zum Mairie Hittfeld im Kanton Hittfeld (Distrikt Harburg im Departement der Nieder-Elbe, später Arrondissement Lunebourg im Département des Bouches de l’Elbe).
Bis 1852 gehörte Tötensen zu Vogtei Hittfeld im Amt Harburg. Bis 1859 war es Teil des Amt Hittfeld, bevor es danach wieder zurück in das Amt Harburg eingegliedert wurde. Nach 1885 wurde hieraus der Kreis Harburg, bis dieser dann 1932 im größeren Landkreis Harburg aufging.
Zum 1. Juli 1972 wurde Tötensen mit den umliegenden Gemeinden zur Einheitsgemeinde Nenndorf zusammengelegt, die dann ab 1973 in Rosengarten umbenannt wurde. Der Ortsrat Tötensen-Westerhof besteht aus 11 Mitgliedern.

## Persönlichkeiten
Der Musiker Dieter Bohlen lebt in Tötensen. Der Autor Claas Relotius wuchs in Tötensen auf. Er lebt dort heute wieder zurückgezogen.